# Ralph Nason
Ralph Nason est un pilote automobile et promoteur de stock-car né le 21 janvier 1940 à Unity, Maine, aux États-Unis.
Il débute à la piste Unity Raceway en 1963, piste qu’il achètera en 1980. C’est surtout à partir des années 1980 qu’il fera sa marque dans différentes séries. De 2000 à 2010, il sera propriétaire de l’Autodrome Montmagny au Québec.

## Faits saillants
- Une victoire en série NASCAR North en 1980 à Thunder Road.
- 10 victoires en ACT Pro Stock Tour entre 1986 et 1995.
- Une victoire en série NASCAR Busch North (aujourd’hui connue sous le nom NASCAR K&N Pro Series East) à Unity Raceway en 1987.
- Champion de la série NEPSA (Northeast Pro Stock Association) en 1996 et 1997.
- Vainqueur trois années consécutives du Oxford 250 au Oxford Plains Speedway en 1998, 1999 et 2000.
- Une victoire en série PASS North en 2001.
- Une victoire en série PASS Outlaw Late Model en 2006.